# Trofeo Alfredo Binda-Comune di Cittiglio 2018
De 43e editie van de Italiaanse wielerwedstrijd Trofeo Alfredo Binda-Comune di Cittiglio werd gehouden op zondag 18 maart 2018. De start lag in Taino en de aankomst in Cittiglio, ten oosten van het Lago Maggiore in Lombardije. Het was de derde wedstrijd van de UCI Women's World Tour 2018. De Amerikaanse Coryn Rivera van Team Sunweb was titelverdedigster. Na een regenachtige wedstrijd vol aanvallen, was het de Poolse Katarzyna Niewiadoma die de ultieme aanval plaatste in de laatste ronde en vooruit wist te blijven voor een selecte groep van favorieten, waarin wereldkampioene Chantal Blaak de Europees kampioene Marianne Vos klopte in de sprint om de ereplaatsen. Niewiadoma nam hiermee de leiderstrui in de World Tour over van Anna van der Breggen.

## Deelnemende ploegen
| UCI-teams           | UCI-teams                          | UCI-teams               |
| ------------------- | ---------------------------------- | ----------------------- |
| Alé Cipollini       | Cylance Pro Cycling                | Movistar Team           |
| Aromitalia Vaiano   | Doltcini-Van Eyck Sport            | Team Sunweb             |
| Astana Women's Team | Eurotarget-Bianchi-Vitasana        | Team Tibco              |
| BePink              | FDJ Nouvelle-Aquitaine Futuroscope | Top Girls Fassa Bortolo |
| Boels Dolmans       | Hitec Products                     | Trek-Drops              |
| BTC City Ljubljana  | Lotto Soudal Ladies                | Valcar PBM              |
| Canyon-SRAM         | S.C. Michela Fanini Rox            | Waowdeals Pro Cycling   |
| Cervélo-Bigla       | Mitchelton-Scott                   | Wiggle High5            |

## Uitslag
| Plaats  | Naam                      | Ploeg                              | Tijd     |
| ------- | ------------------------- | ---------------------------------- | -------- |
| Winnaar | Katarzyna Niewiadoma      | Canyon-SRAM                        | 3u32'53" |
| 2       | Chantal Blaak             | Boels Dolmans                      | + 23"    |
| 3       | Marianne Vos              | Waowdeals                          | z.t.     |
| 4       | Amanda Spratt             | Mitchelton-Scott                   | z.t.     |
| 5       | Alena Amialiusik          | Canyon-SRAM                        | z.t.     |
| 6       | Pauline Ferrand-Prévot    | Canyon-SRAM                        | z.t.     |
| 7       | Cecilie Uttrup Ludwig     | Cervélo-Bigla                      | z.t.     |
| 8       | Karol-Ann Canuel          | Boels Dolmans                      | z.t.     |
| 9       | Lucy Kennedy              | Mitchelton-Scott                   | z.t.     |
| 10      | Elisa Longo Borghini      | Wiggle High5                       | z.t.     |
| 11      | Elisa Balsamo             | Valcar PBM                         | + 59"    |
| 12      | Arlenis Sierra            | Astana Women's Team                | z.t.     |
| 13      | Marta Bastianelli         | Alé Cipollini                      | z.t.     |
| 14      | Eva Buurman               | Trek-Drops                         | z.t.     |
| 15      | Coryn Rivera              | Team Sunweb                        | z.t.     |
| 16      | Sofie De Vuyst            | Doltcini-Van Eyck Sport            | z.t.     |
| 17      | Sofia Bertizzolo          | Astana Women's Team                | z.t.     |
| 18      | Rozanne Slik              | FDJ Nouvelle-Aquitaine Futuroscope | z.t.     |
| 19      | Maria Giulia Confalonieri | Valcar PBM                         | z.t.     |
| 20      | Sarah Roy                 | Mitchelton-Scott                   | z.t.     |

1974 · 1975 · 1976 · 1977 · 1978 · 1979 · 1980 · 1981 · 1982 · 1983 · 1984 · 1985 · 1986 · 1987 · 1988 · 1989 · 1990 · 1991 · 1992 · 1993 · 1994 · 1995 · 1996 · 1997 · 1998 · 1999 · 2000 · 2001 · 2002 · 2003 · 2004 · 2005 · 2006 · 2007 · 2008 · 2009 · 2010 · 2011 · 2012 · 2013 · 2014 · 2015 · 2016 · 2017 · 2018 · 2019 · 2020 · 2021 · 2022 · 2023 · 2024 · 2025
 Strade Bianche ·
 Ronde van Drenthe ·
 Trofeo Alfredo Binda-Comune di Cittiglio ·
 Driedaagse van De Panne-Koksijde ·
 Gent-Wevelgem ·
 Ronde van Vlaanderen ·
 Amstel Gold Race ·
 Waalse Pijl ·
 Luik-Bastenaken-Luik ·
 Ronde van Chongming ·
 Ronde van Californië ·
 Emakumeen Bira ·
 The Women's Tour ·
 Ronde van Italië voor vrouwen ·
 La Course by Le Tour de France ·
 RideLondon Classic ·
 Open de Suède Vårgårda ·
 Ronde van Noorwegen ·
 Bretagne Classic ·
 Boels Rental Ladies Tour ·
 La Madrid Challenge by La Vuelta ·
 Ronde van Guangxi